# Cars : Sur la route
Cars : Sur la route ou Les Bagnoles : Sur la route au Québec (Cars on the Road) est une série animée américaine produite par Pixar pour le service de streaming Disney+ basé sur la franchise Cars et suit l'histoire de véhicules anthropomorphes parlants.
Sortie le 8 septembre 2022, il s'agit de la quatrième série de Pixar,. Le casting original comprend Owen Wilson en tant que Flash McQueen et Larry the Cable Guy en tant que Martin. La série est écrite par Steve Purcell et produite par Marc Sondheimer.

## Synopsis
5 ans après Cars 3, la série suit Flash McQueen et son meilleur ami Martin lors d'un road trip à travers les États-Unis pour aller au mariage de la sœur de Martin. Chaque épisode met en scène une situation différente dans laquelle se retrouvent les personnages. Le duo fait donc face à divers péripéties et rencontrent de nouveaux personnages ou de vieilles connaissances,.

## Distribution
Sauf indication contraire, les informations mentionnées dans cette section peuvent être confirmées par la base de données cinématographiques IMDb,  présente dans la section « Liens externes ».

### Voix originales
- Owen Wilson : Lightning McQueen[1]
- Larry the Cable Guy : Mater[1]
- Bonnie Hunt : Sally Carrera
- Cheech Marin : Ramone
- Lloyd Sherr : Fillmore
- Tony Shalhoub : Luigi
- Guido Quaroni : Guido
- Jenifer Lewis : Flo

### Voix françaises
- Axel Kiener : Flash McQueen
- Jean-Pierre Gernez : Martin
- Juliette Degenne : Sally
- Virginie Caliari : Flo, Bella, Mae Pillar-Dure
- Ariane Aggiage : Cruz et la présentatrice
- Corinne Wellong : Ivy
- Paolo Palermo : Mateo, Guido
- Juliette Croizat : Marto, Kay Pillar-Dure
- Catherine Davenier : le Démon du compteur
- Camille Timmerman : voix additionnelles
- Grégory Quidel : Randy, Ramone, Fillmore et voix additionnelles
- Marc Perez : Luigi, Noriyuki et voix additionnelles
- Barbara Tissier : la guide du musée et voix additionnelles

- Version française
  - Studio de doublage : Dubbing Brothers[4]
  - Direction artistique : Barbara Tissier
  - Adaptation : Marie Laroussinie et Csilla Fraichard

### Voix québécoises
- Patrice Dubois : Flash McQueen
- Manuel Tadros : Mater
- Mélanie Laberge : Sally
- Hélène Mondoux : Flo
- Annie Girard : Cruz Ramirez
- Johanne Garneau : Lizzie
- Thiéry Dubé : Guido
- Silvio Orvieto : Luigi
- Louis-Philippe Dandenault : Fillmore
- Daniel Lesourd : Ramone
- Denis Roy : Sergent

- Version québécoise
  - Studio de doublage : Difuze
  - Direction artistique : Sophie Deschaumes et Valérie Bocher
  - Adaptation : Marie Laroussinie et Csilla Fraichard

## Fiche technique
Sauf indication contraire, les informations mentionnées dans cette section peuvent être confirmées par la base de données cinématographiques IMDb,  présente dans la section « Liens externes ».
- Titre original : Cars on the Road
- Titre français : Cars : Sur la route
- Titre québécois : Les Bagnoles : Sur la route
- Création : Steve Purcell
- Réalisation : Steve Purcell, Brian Fee, Bobby Podesta
- Musique : Jake Monaco
- Casting : Terry Douglas
- Production déléguée : Marc Sondheimer
- Société de production : Pixar Animation Studios
- Société de distribution : Disney Media Distribution
- Chaîne : Disney+
- Pays de production :  États-Unis
- Langue d'origine : anglais
- Format : couleur, 1,78:1, son Dolby Digital
- Genre : Animation
- Date de diffusion : 8 septembre 2022

## Production
Le 10 décembre 2020, Pixar a annoncé lors de la Journée des investisseurs Disney qu'une série animée mettant en vedette Flash McQueen et Martin parcourant les États-Unis tout en rencontrant des amis, nouveaux et anciens, était en développement et qu'elle sortira sur Disney+ à l'automne 2022. Il a annoncé que la série est écrite par Steve Purcell et produite par Marc Sondheimer,. Purcell réalisera également des épisodes de la série, sous la direction de Bobby Podesta et du réalisateur de Cars 3, Brian Fee. Le 2 juin 2021, il a été signalé que des personnages des films dérivés de Cars : Planes et Planes 2 apparaîtront dans la série. Le 12 novembre 2021, il a été annoncé que la série s'intitulerait Cars on the Road et qu'Owen Wilson et Larry the Cable Guy reprendraient leurs rôles respectifs de Flash McQueen et Martin.

### Bande originale
La bande originale est composée par Jake Monaco, qui avait déjà travaillé sur Dumplin' ou Cops : Les Forces du désordre. Elle sort le 5 septembre 2022, en même temps que le trailer du troisième épisode, et comporte 37 titres. La musique du générique de Bobby Hamrick s'inspire des vieilles chansons country. Le morceau Trucks, élément central de l'épisode 6, est chanté par plusieurs membres du casting de la série. Au total, la bande originale de Cars : Sur la Route comprend les contributions de 79 musiciens et 17 chanteurs.
| Cars on the Road (Original Soundtrack) | Cars on the Road (Original Soundtrack)  | Cars on the Road (Original Soundtrack) | Cars on the Road (Original Soundtrack) | Cars on the Road (Original Soundtrack) | Cars on the Road (Original Soundtrack) | Cars on the Road (Original Soundtrack) | Cars on the Road (Original Soundtrack) | Cars on the Road (Original Soundtrack) | Cars on the Road (Original Soundtrack) |
| No                                     | Titre                                   | Paroles                                | Artiste(s)                             | Durée                                  |                                        |                                        |                                        |                                        |                                        |
| -------------------------------------- | --------------------------------------- | -------------------------------------- | -------------------------------------- | -------------------------------------- | -------------------------------------- | -------------------------------------- | -------------------------------------- | -------------------------------------- | -------------------------------------- |
| 1.                                     | Cars on the Road (Main Title)           | Bobby Podesta                          | Bobby Hamrick                          | 0:20                                   |                                        |                                        |                                        |                                        |                                        |
| 2.                                     | Doo Wop in the Bucket                   |                                        | Jake Monaco                            | 1:54                                   |                                        |                                        |                                        |                                        |                                        |
| 3.                                     | Dino Park                               |                                        | Jake Monaco                            | 1:32                                   |                                        |                                        |                                        |                                        |                                        |
| 4.                                     | Matersaur                               |                                        | Jake Monaco                            | 1:45                                   |                                        |                                        |                                        |                                        |                                        |
| 5.                                     | Cars in the Carboniferous               |                                        | Jake Monaco                            | 0:48                                   |                                        |                                        |                                        |                                        |                                        |
| 6.                                     | Lights Out                              |                                        | Jake Monaco                            | 1:57                                   |                                        |                                        |                                        |                                        |                                        |
| 7.                                     | Wraith Wrock                            |                                        | Jake Monaco                            | 1:15                                   |                                        |                                        |                                        |                                        |                                        |
| 8.                                     | Cars Haunt the Road                     |                                        | Jake Monaco                            | 0:49                                   |                                        |                                        |                                        |                                        |                                        |
| 9.                                     | Salt Fever                              |                                        | Jake Monaco                            | 1:43                                   |                                        |                                        |                                        |                                        |                                        |
| 10.                                    | Speed Daemon                            |                                        | Jake Monaco                            | 1:18                                   |                                        |                                        |                                        |                                        |                                        |
| 11.                                    | Cars on the Flats                       |                                        | Jake Monaco                            | 0:46                                   |                                        |                                        |                                        |                                        |                                        |
| 12.                                    | Wayne County Cryptid Busters            |                                        | Jake Monaco                            | 1:20                                   |                                        |                                        |                                        |                                        |                                        |
| 13.                                    | The Legend                              |                                        | Jake Monaco                            | 2:04                                   |                                        |                                        |                                        |                                        |                                        |
| 14.                                    | A Reeeeal Scary Story                   |                                        | Jake Monaco                            | 1:45                                   |                                        |                                        |                                        |                                        |                                        |
| 15.                                    | Cars on the Fringe(s of Our Perception) |                                        | Jake Monaco                            | 1:24                                   |                                        |                                        |                                        |                                        |                                        |
| 16.                                    | Whale Washing                           |                                        | Jake Monaco                            | 0:58                                   |                                        |                                        |                                        |                                        |                                        |
| 17.                                    | Show Time                               |                                        | Jake Monaco                            | 2:07                                   |                                        |                                        |                                        |                                        |                                        |
| 18.                                    | Circus Velocitas                        |                                        | Jake Monaco                            | 1:27                                   |                                        |                                        |                                        |                                        |                                        |
| 19.                                    | Tip Tap Boom                            |                                        | Jake Monaco                            | 1:04                                   |                                        |                                        |                                        |                                        |                                        |
| 20.                                    | New Beginnings                          |                                        | Jake Monaco                            | 1:19                                   |                                        |                                        |                                        |                                        |                                        |
| 21.                                    | Cars in the Show                        |                                        | Jake Monaco                            | 0:48                                   |                                        |                                        |                                        |                                        |                                        |
| 22.                                    | Truckey's                               |                                        | Jake Monaco                            | 1:08                                   |                                        |                                        |                                        |                                        |                                        |
| 23.                                    | Trucks                                  |                                        | Casting de la série                    | 3:00                                   |                                        |                                        |                                        |                                        |                                        |
| 24.                                    | Trucks on the Road                      |                                        | Jake Monaco                            | 0:37                                   |                                        |                                        |                                        |                                        |                                        |
| 25.                                    | B-Movie                                 |                                        | Jake Monaco                            | 1:55                                   |                                        |                                        |                                        |                                        |                                        |
| 26.                                    | Brain on Wheels                         | Jake Monaco, Steve Purcell             | Quinta Brunson                         | 1:04                                   |                                        |                                        |                                        |                                        |                                        |
| 27.                                    | Cars on the Backlot                     |                                        | Jake Monaco                            | 0:46                                   |                                        |                                        |                                        |                                        |                                        |
| 28.                                    | Road Rumblers                           |                                        | Jake Monaco                            | 0:58                                   |                                        |                                        |                                        |                                        |                                        |
| 29.                                    | Oil Cans Harry                          |                                        | Jake Monaco                            | 3:40                                   |                                        |                                        |                                        |                                        |                                        |
| 30.                                    | Brave Cars                              |                                        | Jake Monaco                            | 1:00                                   |                                        |                                        |                                        |                                        |                                        |
| 31.                                    | Charge on the Road                      |                                        | Jake Monaco                            | 0:39                                   |                                        |                                        |                                        |                                        |                                        |
| 32.                                    | Gettin' Hitched                         |                                        | Jake Monaco                            | 1:43                                   |                                        |                                        |                                        |                                        |                                        |
| 33.                                    | Pomp & Odd Circumstances                |                                        | Jake Monaco                            | 1:10                                   |                                        |                                        |                                        |                                        |                                        |
| 34.                                    | Tow-Mater, Tow-Mato                     |                                        | Jake Monaco                            | 1:51                                   |                                        |                                        |                                        |                                        |                                        |
| 35.                                    | Mater's Speech                          |                                        | Jake Monaco                            | 1:17                                   |                                        |                                        |                                        |                                        |                                        |
| 36.                                    | Road Back Home                          |                                        | Jake Monaco                            | 1:29                                   |                                        |                                        |                                        |                                        |                                        |
| 37.                                    | Cars on the Road                        | Jake Monaco, Bobby Podesta             | Bobby Hamrick                          | 2:54                                   |                                        |                                        |                                        |                                        |                                        |
| 53:52                                  |                                         |                                        |                                        |                                        |                                        |                                        |                                        |                                        |                                        |

## Accueil

### Promotion
Une première bande annonce de la série sort le 1er août 2022. Le 5 septembre 2022, un second trailer, plus court, annonce le troisième épisode. La date de sortie de cette seconde bande annonce correspond au Lightning McQueen Day, puisque le 5 septembre (09/05) ressemble au nombre 95 utilisé par Flash McQueen lors des compétitions de course.